# Вилла Гарбаты

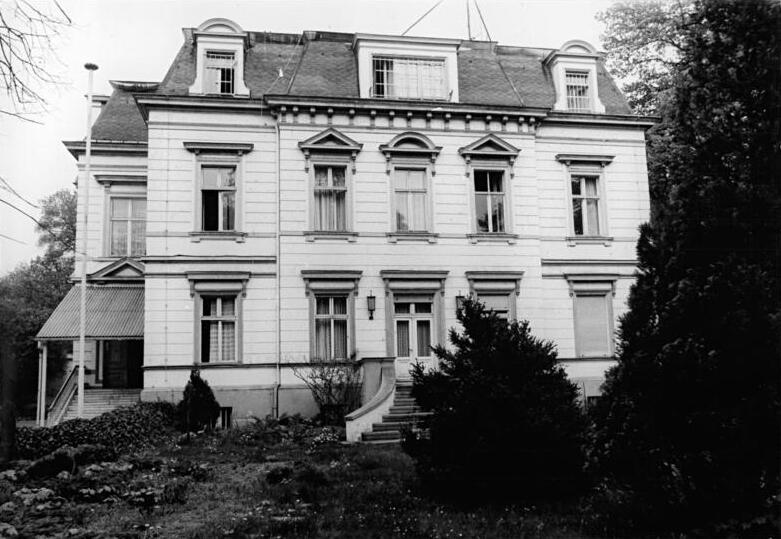
Вилла Гарбаты, резиденция посла НРБ в ГДР. 1987

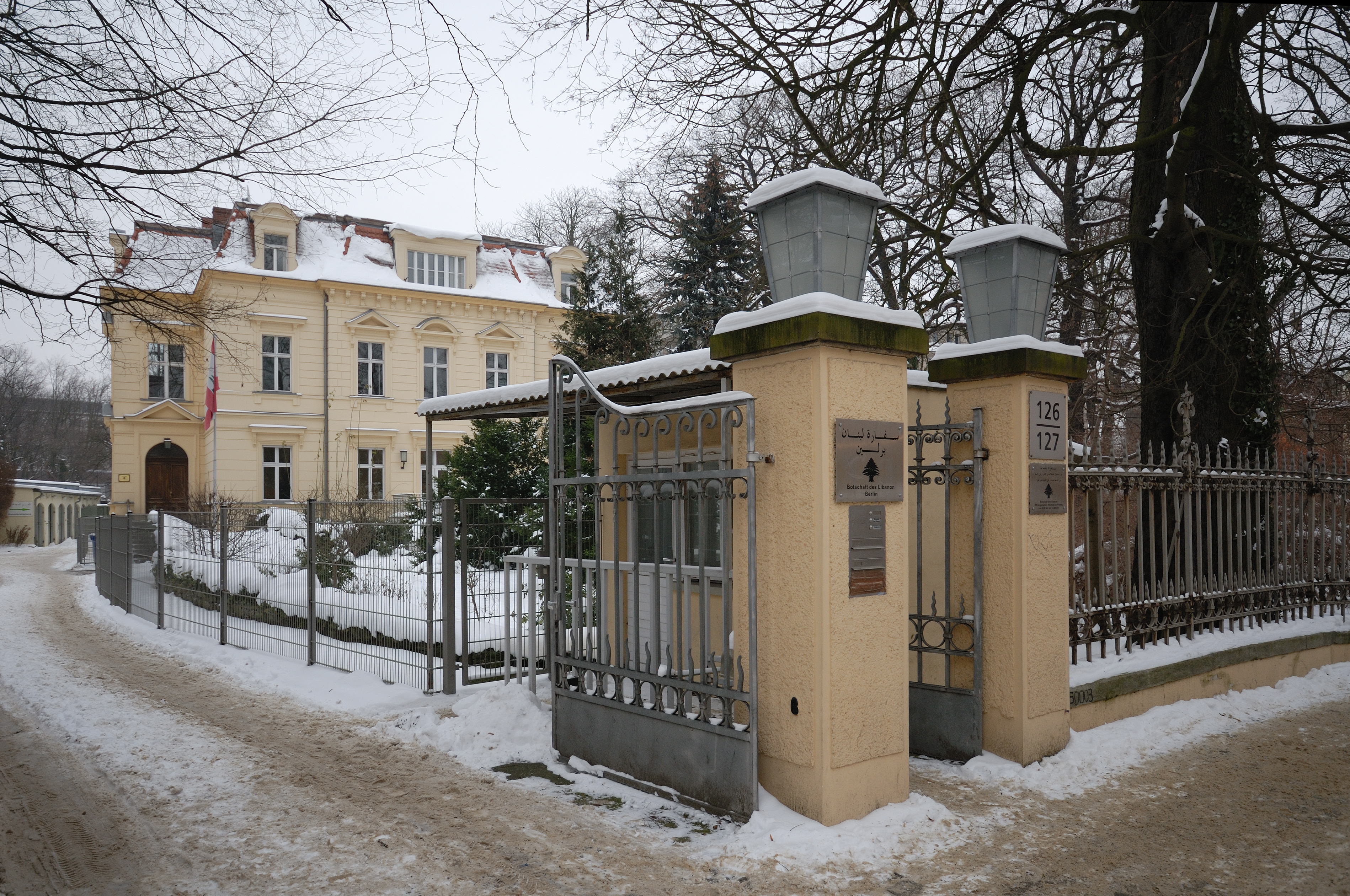
Вилла Гарбаты, здание Посольства Ливана в Германии. 2010

Вилла Гарба́ты (нем. Villa Garbáty) — здание в берлинском районе Панков на Берлинер-штрассе 123/124, построенное в 1890-е годы для своей семьи табачным промышленником Йозефом Гарбаты. С 1980-х годов находится под охраной государства. В настоящее на вилле Гарбаты размещается Посольство Ливана.
Вилла, построенное по проекту архитектора Пауля Юберхольца, представляет собой двухэтажное здание в эклектичном стиле с мансардной крышей. Соседние с виллой здания по Берлинер-штрассе также находились в собственности Гарбаты и сдавались в аренду. Семья Гарбаты проживала на вилле вплоть до своего отъезда в США и смерти основателя табачной империи в 1939 году.
После Второй мировой войны комплекс зданий виллы был национализирован. В ГДР вилла Гарбаты служила резиденцией посла НРБ в ГДР. После объединения Германии вилла Гарбаты долгое время пустовала, в 2003 году после капитального ремонта в здание въехало Посольство Ливана в Германии.